# Àcid cinàmic
L'àcid cinàmic és un àcid aromàtic cristal·lí blanc lleugerament soluble en aigua.

## Obtenció

### Abundància natural
El nom «cinàmic» prové del nom científic de la canyella (gènere Cinnamomum) d'on es va extreure per primera vegada l'any 1834 per Péligot i Dumas, i a la qual l'èster etílic d'aquest àcid dona la seva olor característica. És present també en altres productes vegetals com la farigola i altres.

### Síntesi
L'àcid cinàmic es pot obtenir de forma sintètica a través de dos procediments:
- Mitjançant la reacció de Perkin:

- Mitjançant la reacció de Döbner-Knoevenagel:

## Usos
S'usa en productes farmacèutics i perfumeria. En alguns fongs serveix per prevenir la germinació. També s'aprofiten les seves propietats antisèptiques i antifúngiques conegudes a l'Amèrica precolombina i que justifiquen les altes taxes de supervivència després de fer una trepanació. També es va fer servir en momificacions.